# .41 Special
O .41 Special é um cartucho wildcat (não padronizado) projetado para revólveres, feito para ser uma variante menos poderosa do .41 Remington Magnum já existente. O cartucho foi projetado para uso por forças policiais e defesa pessoal, usando uma bala de 200 grãos (13,0 gramas) a cerca de 900 pés por segundo (ft/s). Embora proposto em 1955, o cartucho continua sendo um nicho personalizado no mercado até hoje.